# Sosna czerwona
Sosna czerwona (Pinus resinosa Ait.) – gatunek drzewa z rodziny sosnowatych (Pinaceae). Sosna czerwona występuje w stanie dzikim w Ameryce Północnej, od kanadyjskiej Nowej Fundlandii na zachód, aż do Manitoby oraz na południe do stanów USA - Illinois i Pensylwanii. Niewielka populacja drzew rośnie także w Appalachach w stanie Wirginia. Nazwa gatunku wywodzi się od koloru kory.

## Morfologia

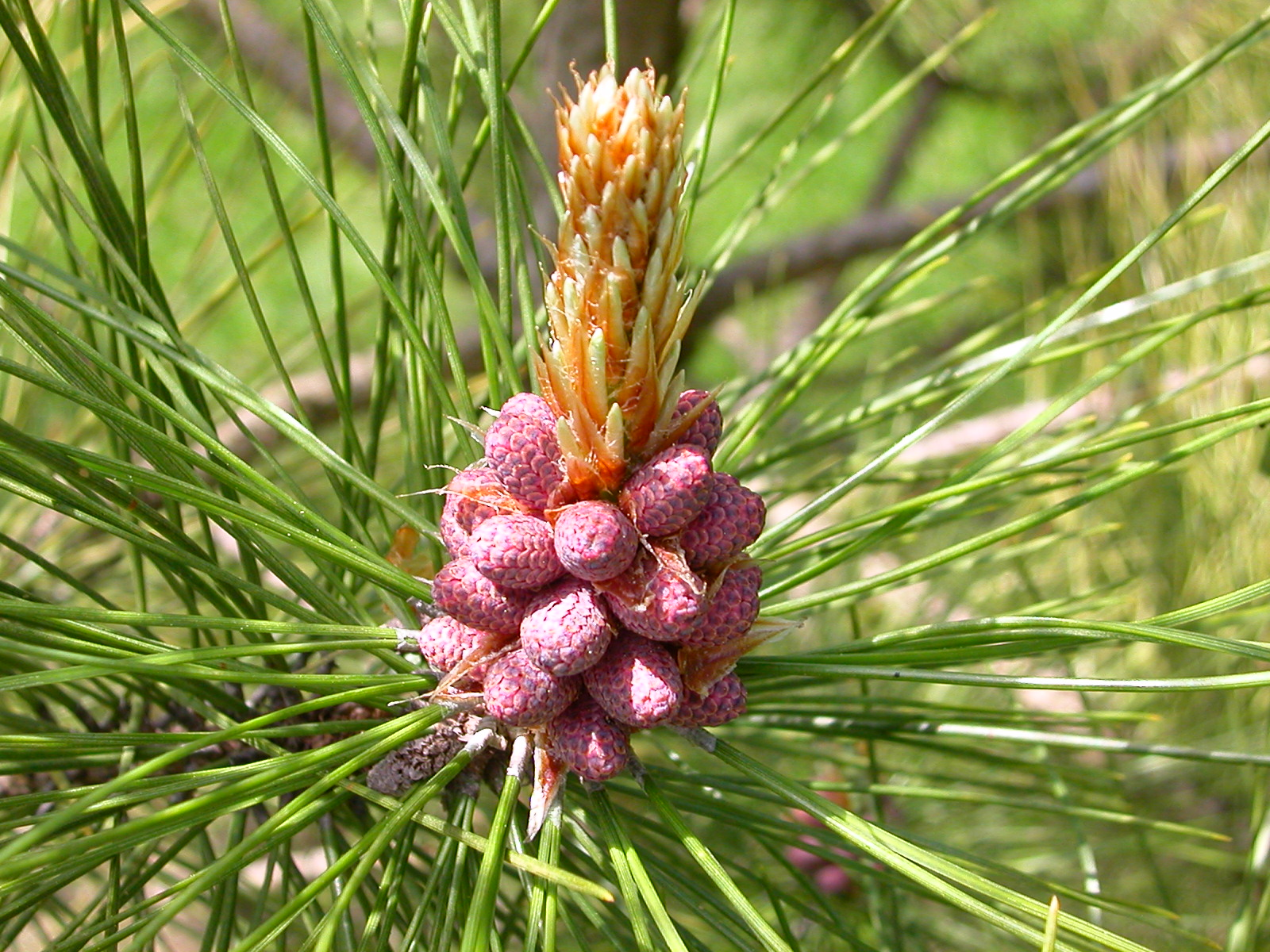
Szyszki męskie

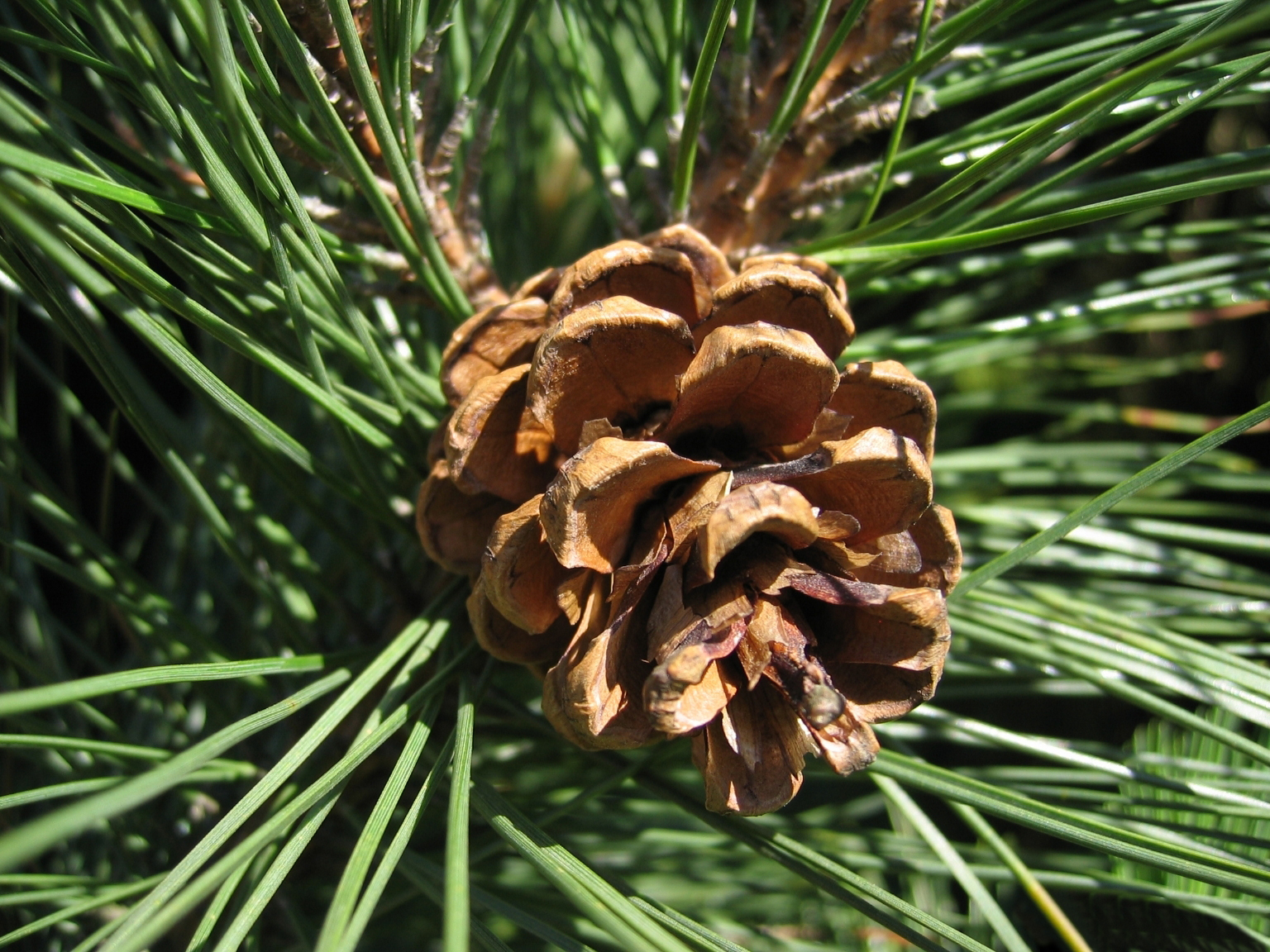
Szyszka nasienna

PokrójU młodych drzew korona stożkowata, z czasem staje się wąska i zaokrąglona. Rosnąc w zagęszczeniu wykształca niewielką owalną koronę na wysokości trzech czwartych pnia.
PieńDrzewo wysokie o prostym pniu. Dorasta średnio do wysokości 25–30 m, chociaż w warunkach optymalnych osiąga nawet 43 m. Średnica pnia do 1–1,5 m. Kora w górnych partiach, a także u młodych drzew, pomarańczowoczerwona do czerwonobrązowej, cienka i łuskowata, z czasem staje się spękana i gruba, u dołu szarobrązowa.
LiścieCiemnozielone igły zebrane po 2 na krótkopędzie, długości 12–18 cm, łamliwe, proste lub delikatnie skręcone.
SzyszkiSzyszki męskie okrągławe, jasnoczerwone, w dużych skupiskach na końcu gałązki. Początkowo szyszki żeńskie są rudo-brązowe, okrągłe. Młode zielone o 2,5 cm średnicy, dojrzałe symetrycznie jajowate, długości 4–6 cm., z czasem brązowieją, po 2 latach otwierają się i ich średnica dochodzi do 3,5–6 cm. Łuski bez kolców. Nasiona jajowate, brązowe, długości 3–5 mm, opatrzone 20 mm skrzydełkiem.
KorzenieDorosłe drzewa wykształcają szerokie i średnio głębokie korzenie (1,5–4,6 m). W dogodnym podłożu korzenie boczne mogą osiągnąć 12 m.

## Biologia i ekologia
Drzewo jednopienne, wiecznie zielone. Osiąga wiek ok. 400 lat. Najstarszy okaz ścięto w 1992 r. - miał 500 lat. Drewno średniej twardości, o prostych słojach. Szyszki nasienne dojrzewają od sierpnia do września, w ciągu 2 lat od zapylenia.
Nie toleruje zacienienia. Dobrze znosi ubogie, piaszczyste podłoże i silne wiatry. Występuje na wysokości 200–800 (1300) m n.p.m. Tworzy lasy razem z sosną wejmutką lub sosną Banksa.
Liczba chromosomów: 2n=24.

## Systematyka i zmienność
Nie zidentyfikowano żadnych podgatunków ani odmian tej sosny. Gatunek wykazuje bardzo niewielką zmienność genetyczną i morfologiczną w obrębie obszaru występowania. 
Pozycja gatunku w obrębie rodzaju Pinus:
- podrodzaj Pinus
  - sekcja Pinus
    - podsekcja Pinus
      - gatunek P. resinosa

## Zagrożenia
Roślina umieszczona w Czerwonej księdze gatunków zagrożonych w grupie gatunków niższego ryzyka (kategoria zagrożenia; LC).

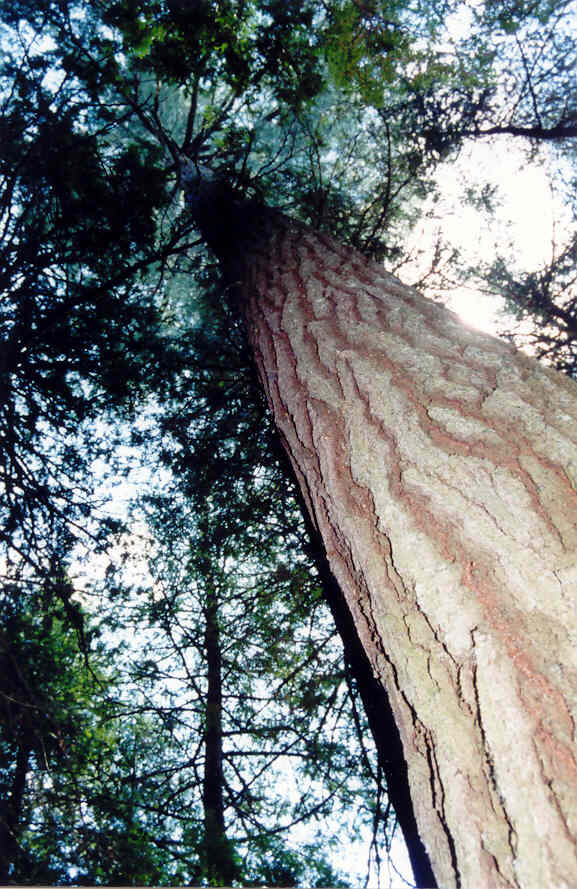
Sosna czerwona w Ontario

## Zastosowanie
Sosna czerwona była niegdyś najważniejszym źródłem drewna w rejonie Wielkich Jezior. Jej drewno wykorzystywane jest na masę papierową i jako budulec. Sosna ta sadzona jest także jako drzewo ozdobne.
Znajduje zastosowanie przy rekultywacji terenów pokopalnianych, szczególnie w północnym regionie Appalachów w Stanach Zjednoczonych. Rekomendowana jest także do obsadzania terenów pokopalnianych w Ohio o podłożu iłowym, gliniastym lub piaszczystym, ze znacznym udziałem kamienia.
Sadzona w wąskich pasach na piaszczystych ziemiach uprawnych USA dla ochrony przed erozją.

## Szkodniki i choroby
Usychanie młodych pędów – powodowane przez grzyb Sphaeropsis sapinea, który atakuje osłabione dorosłe drzewa i opanowuje młode pędy. Zaatakowane pędy zmieniają barwę najpierw na zielonożółtą, potem słomkową i obumierają. Uschnięte igły nie opadają, pozostają przyklejone żywicą do pędu. Choroba atakuje przeważnie sosnę czarną, a także górską czy zwyczajną.

## Obecność w kulturze i symbolice
Sosna czerwona jest drzewem-symbolem amerykańskiego stanu Minnesota oraz japońskiej prefektury Yamaguchi.